# 黎明新闻
黎明新闻是巴基斯坦一家24小时乌尔都语新闻频道。总部位于卡拉奇，隶属于巴基斯坦最大英语媒体集团巴基斯坦先驱出版有限公司。黎明新闻于2007年5月25日试运行，2007年7月23日正式开播。频道起初使用英语，2010年5月15日，黎明新闻在一天时间试验播报4小时乌尔都语新闻取得成功。转换语言是因为国内金融危机和微薄的收视率。特快 24/7成为巴基斯坦仅存的英语新闻频道，直至它也因经济原因被快报集团关闭。
黎明新闻是由巴基斯坦前总统佩尔韦兹·穆沙拉夫发起试运行的。正式开播期间，恰逢最高法院作出裁决恢复被穆沙拉夫暂停职务的伊夫蒂哈尔·穆罕默德·乔杜里大法官的职务。

## 历史
巴基斯坦的建国者穆罕默德·阿里·真納在20世纪40年代创建的黎明报是巴基斯坦最古老的英文报纸。黎明新闻是巴基斯坦第一家英语新闻时政频道，立志要“为观众提供一个负责的、可信的和平衡的媒体”黎明新闻在卡拉奇、拉合尔、伊斯兰堡、奎达和白沙瓦设有记者站，在卡拉奇、拉哈尔和伊斯兰堡设有演播室。配备了最先进的技术，包括数字卫星新闻采集（DSNG）和宽带全球区域网络（BGANs），拥有从偏远地区通过卫星实时传输的渠道能力，从而能够全面、及时报道来自全国各地的新闻。黎明新闻率先披露了许多大事件。它是独家播出前总理贝娜齐尔·布托遇刺画面的媒体。黎明新闻得到官方确实，孟買恐怖襲擊案唯一幸存下来的袭击者阿吉马·卡萨布是巴基斯坦人。此外，黎明新闻还报道过的重大事件包括红色清真寺、律师运动、部落地区军事活动和2008次大选。大多数时候，尽管资源有限，黎明新闻还是击败了它的竞争对手。
黎明新闻的信号覆盖巴基斯坦所有城市和大部分农村地区。